# Temnothorax kashmirensis
Temnothorax kashmirensis (лат.) — вид мелких муравьев из рода Temnothorax подсемейства Myrmicinae. Эндемик Индии.

## Распространение
Индомалайская зона. Найден в Индии (Кашмир, Химачал-Прадеш) на высотах от 1700 до 2130 м.

## Описание

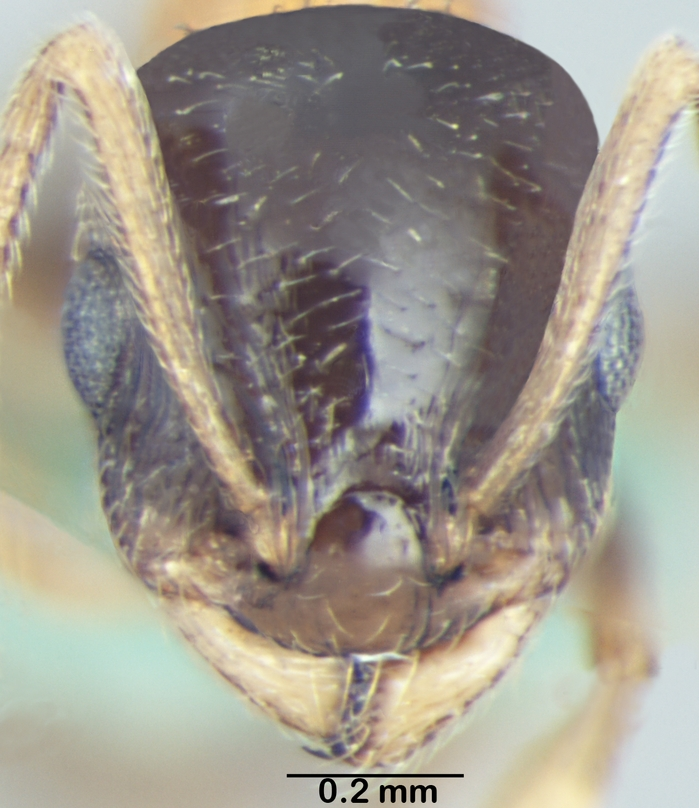
Голова рабочего

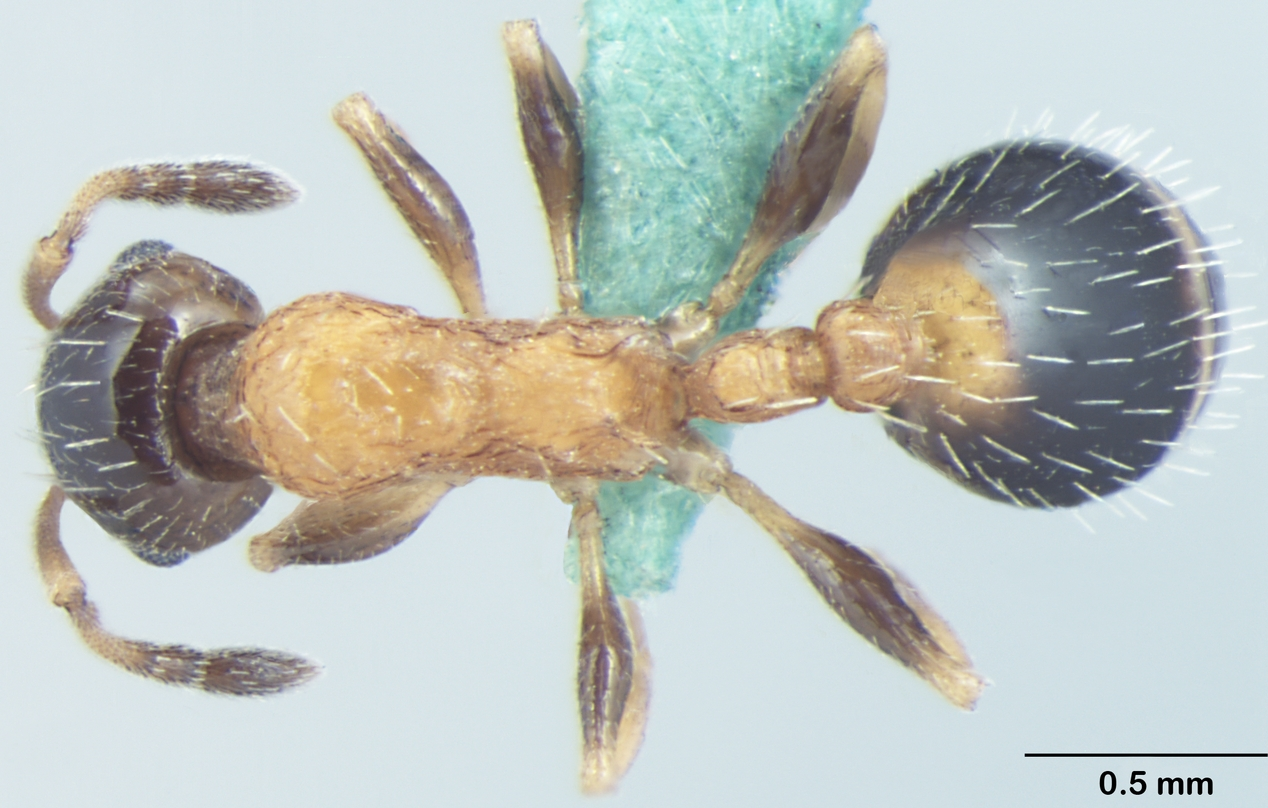
Рабочий сверху

Небольшие муравьи, размер рабочих варьирует в пределах 2,5—3,3 мм, самок — 3,46 мм. Длина головы рабочих составляет 0,63—0,72 мм, у самок — 0,70 мм. Усики 12-члениковые. Вид двухцветный, со светлым или темно-коричневым цветом головы и брюшка и желтоватой или красновато-желтой мезосомой, петиолем и постпетиолем; мандибулы, усики и ноги от желтоватого до коричневого цвета; волоски желтовато-белые.
Впервые был описан в 2012 году индийскими мирмекологами H. Bharti и I.Gul (Punjabi University, Индия), а также немецким энтомологом A.Schulz (Дормаген, Германия) по материалу из Индии.

## Этимология
Вид назван по месту обнаружения (Кашмир).